# Extrémní chudoba

Předpověď podílu populace žijící v extrémní chudobě v roce 2030.

Extrémní chudoba, absolutní chudoba nebo hluboká chudoba je Organizací spojených národů (OSN) definována jako „stav charakterizovaný vážným nedostatkem základních lidských potřeb, včetně jídla, bezpečné pitné vody, hygienického zařízení, zdraví, přístřeší, vzdělání a informací“  Světová banka definuje od roku 2015 extrémní chudobu jako živobytí za méně než 1.90 $/den na osobu.
Globální extrémní chudoba se v posledních dvou stoletích dramaticky snížila. Podle odhadů žilo na začátku 19. století v extrémní chudobě více než 80 % světové populace. Na začátku 20. století to dle dat Světové banky bylo 36 %. Toto číslo se následně podařilo snížit na 8 % (přibližně 623 milionů) v roce 2018. Na začátku roku 2020 pak tato hodnota dále klesla na 600 milionů. Převážná většina lidí v extrémní chudobě žije v subsaharské Africe, kde se nachází 7 z 10 nejvíce postižených zemí, dále jižní Asii a Tichomoří. Chudoba je častá také v menších, konflikty zmítaných zemích.
Snížení extrémní chudoby a hladu se stalo prvním z celkem osmi Rozvojových cílů tisíciletí (Millenial Development Goals – MDGs), stanovených (OSN) v roce 2000. Cílem bylo snížit extrémní chudobu o polovinu do roku 2015, což se podařilo již v roce 2010. V následných Cílech udržitelného rozvoje (Sustainable Developmnet Goals – SDGs), které byly také přijaty OSN v návaznosti na úspěch Rozvojových cílů tisíciletí (MDGs) v roce 2015, je jedním z cílů ukončit extrémní chudobu ve všech jejích podobách po celém světě do roku 2030. Mezi další významné organizace, které pomáhají v boji proti extrémní chudobě patří například Světová banka či Unicef.

## Příčiny extrémní chudoby
Existují různé faktory, které ovlivňují vývoj extrémní chudoby. Patří mezi ně slabé instituce, násilí a nízká úroveň ekonomického růstu. K největšímu snížení extrémní chudoby v posledních třiceti letech došlo v zemích, které nezažily občanský konflikt nebo které měly funkční instituce se silnou schopností skutečně vládnout. K ukončení extrémní chudoby je proto důležité zaměřit se mimo jiné na vzájemně související problémy nestability a občanských konfliktů.
Obzvlášť ozbrojené konflikty mohou mít vážný dopad na hospodářský růst z mnoha důvodů. Jedná se především o zničení majetku, zničení obživy, masovou migraci či zneužití veřejných zdrojů k válce. Dle zprávy Světové Banky země, které zažily v letech 1981–2005 velké násilnosti, zaznamenaly extrémní míru chudoby o 21 procentních bodů vyšší než země bez násilí. Každý občanský konflikt stál v průměru stát zhruba 30 let růstu HDP. Obnovený závazek mezinárodního společenství k řešení zhoršující se situace ve vysoce křehkých státech je proto nezbytný, aby se zabránilo hromadným ztrátám na životech, ale také aby se zabránilo začarovanému kruhu extrémní chudoby.
Dalším faktorem, který má významný vliv, je demografická struktura domácnosti. V mnoha částech světa žijí chudí lidé ve velkých domácnostech společně s několika členy rodiny v produktivním věku, kteří však nepracují a jsou na nich ekonomicky závislí. Toto představuje problém především v afrických státech s vysokou porodností.

## Současný vývoj

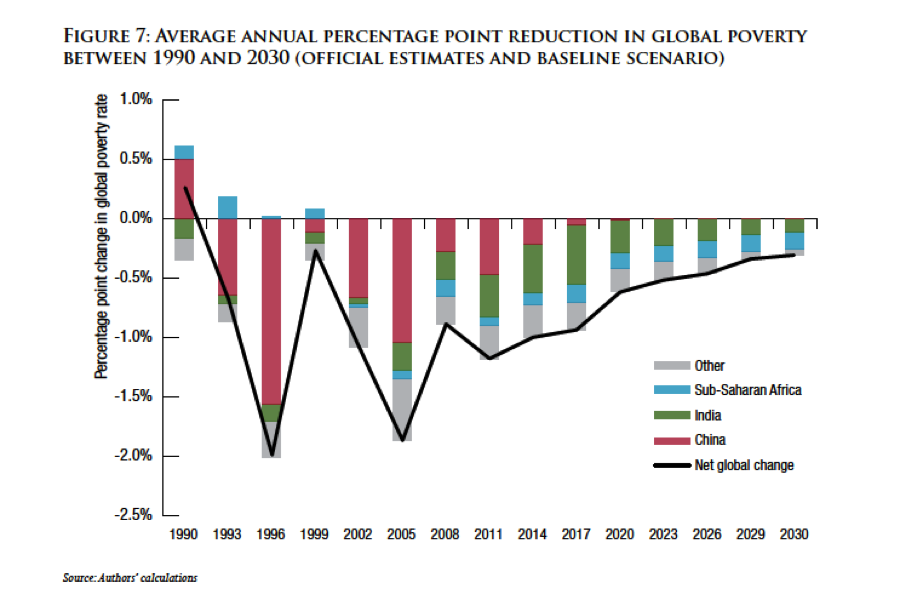
Předpověď snižování extrémní chudoby ve světě (% za rok)

Na začátku roku 2020 žilo v extrémní chudobě tak, jak ji definuje Světová banka (příjem méně než 1.90 $/den) více než 600 milionů lidí. Situace zůstává nejhorší v oblastech v subsaharské Afriky, kde se nachází 7 z 10 nejvíce postižených zemí, dále v jižní Asii a Tichomoří.
K největšímu snížení extrémní chudoby došlo od roku 1990 zejména v Číně, Indonésii, Indii, Pákistánu a Vietnamu. Naproti tomu v Africe začaly hodnoty extrémní chudoby klesat až po roce 2005, odkdy tento klesající trend pozorujeme na všech kontinentech.
I přes to, že v globálním měřítku se daří extrémní chudobu snižovat, existují země, kde se tyto hodnoty naopak každoročně zvyšují. Na začátku roku 2020 byla zemí s nejvíce lidmi žijící v extrémní chudobě Nigérie s 96 milióny (48 % populace). V zemích jako například Středoafrická republika či Demokratická republika Kongo dosahoval poměr obyvatel v extrémní chudobě hodnot až 80 %, respektive 78 %.
Ve vyspělých západních zemích je naopak extrémní chudoba obvykle skoro nulová. A právě ke globální nule se zavázalo několik významných mezinárodních a národních organizací, včetně OSN, Světové banky a Federální vlády Spojených států (prostřednictvím USAID), a to do konce roku 2030. Globální nula znamená svět, ve kterém méně než 3 % světové populace žije v extrémní chudobě. Tato nulová hodnota je stanovena na 3 % s ohledem na skutečnost, že určité množství (dočasné) chudoby bude nadále existovat, ať už bude způsobeno politickými konflikty nebo neočekávanými hospodářskými výkyvy.
Tento slibný trend však dle Světové banky negativně ovlivní propuknutí pandemie covidu-19. Dle jejích odhadů se vzhledem k pandemii a poklesu cen ropy tento trend pravděpodobně v roce 2020 změní. Pandemie covidu-19 bude mít výrazný dopad především na chudé, a to kvůli ztrátě pracovních míst, ztrátě remitencí, rostoucím cenám a omezení či přerušení služeb jako je vzdělávání a zdravotní péče.
Jakmile se globální ekonomika dostane do recese, dojde k prudkému poklesu HDP a míra (nejen extrémní) chudoby se zvýší. Probíhající krize by tak vymazala téměř veškerý pokrok dosažený v posledních pěti letech. Světová banka dále odhaduje, že 40 až 60 milionů lidí upadne v roce 2020 v důsledku pandemie covidu-19 do extrémní chudoby. Míra celosvětové extrémní chudoby by se tak v roce 2020 mohla zvýšit o 0,3 až 0,7 procentního bodu na přibližně 9 %.

## Extrémní chudoba na venkově a ve městech
Extrémní chudoba ve městech a na venkově má rozdílné příčiny. Dle Brookings institutu je jejich pochopení zásadní pro formování strategie na zmírňování chudoby.
Na začátku roku 2020 žila většina nejchudších lidí na světě žije ve venkovských oblastech. Zhruba dva ze tří lidí žijících v extrémní chudobě žili na venkově, celkem asi 400 milionů, což je (více než počet obyvatel Spojených států a Kanady dohromady). Ve městech žila zhruba polovina (přibližně 200 milionů).
Chudoba na venkově obvykle pramení z omezeného přístupu na trhy, ke vzdělání, kvalitní infrastruktuře, pracovním příležitostem, zdravotnictví a finančním produktům. Chudoba ve městech je naopak způsobena nízkými nebo nebezpečnými životními podmínkami souvisejícími s hygienou, zaměstnáním a osobní bezpečností.